# Triplophysa robusta
Triplophysa robusta är en fiskart som först beskrevs av Kessler, 1876.  Triplophysa robusta ingår i släktet Triplophysa och familjen grönlingsfiskar. Inga underarter finns listade i Catalogue of Life.